# Rièzes (plaats)
Rièzes is een dorp in de Belgische provincie Henegouwen, en een deelgemeente van de Waalse stad Chimay.
Rièzes was sinds 1851, toen het afgesplitst werd van Chimay, een zelfstandige gemeente, tot het bij de gemeentelijke herindeling van 1977 opnieuw toegevoegd werd aan de gemeente Chimay.
Het dorp ligt in het gelijknamige gebied de Rièzes, in het westen van de Ardennen.

## Demografische ontwikkeling
- Bronnen:NIS, Opm:1831 tot en met 1970=volkstellingen, 1976= inwoners op 31 december